# Bendita tu luz
«Bendita tu luz» es el título del segundo sencillo del séptimo álbum de estudio publicado por la banda de rock en español mexicana Maná, Amar es combatir (2006). El tema está interpretado a dúo con el cantautor dominicano Juan Luis Guerra.
La canción fue estrenada el 23 de octubre de 2006 en el canal de música Ritmoson Latino y el vídeo fue filmado en octubre de 2006 en la capital de República Dominicana y tierra de donde proviene Juan Luis Guerra, Santo Domingo.

## Vídeo musical
El video musical de esta canción cuenta la historia de cómo dos novios se conocieron en la universidad. 
La joven comienza interesarse en el joven debido a que lo encuentra por todos lados, y observa cómo él trata de "impresionarla" o "trata de llamar su atención" por sus actos ridículos como tropezar con ella "a propósito "o" actuar un tonto con sus amigos ". Ella piensa que es sólo su manera de tratar de llegar a ella. 
Al ver que él no la invita a salir, ella toma la iniciativa. Cuando por fin se atreve a hablar con él, ella descubre que él es ciego y que todos sus "trucos" no eran trucos en absoluto, sino simplemente el hecho de que es ciego.
Este hecho no impide que todavía quiera conocerlo. 
Los dos pronto se convierten en buenos amigos y, finalmente, su amor florece. 
Él le muestra cómo es la vida para él, mostrándole un universo de sensaciones que ella desconocía.
Ellos se enamoran.
La chica es amorosa con él, y hasta lo guía para que él pueda conducir un auto.
El video termina en con ellos en una fiesta, bailando tiernamente abrazados, sonriendo, y disfrutando de ese profundo encuentro de sus corazones.
A lo largo del video Maná aparece cantando junto con Juan Luis Guerra.

## Posiciones
Este sencillo, al igual que Labios compartidos (Del mismo disco), llegó al 1.er lugar en Hot Latin Tracks de la revista de música Billboard, quitándole esa posición a "Ser o parecer" de RBD. En esta posición permaneció 2 semanas más hasta que lo destronó Ricky Martin y La Mari de Chambao & Tommy Torres con "Tu recuerdo". Excepcionalmente, este sencillo no llegó a Hot Billboard 100 como normalmente lo hacen las canciones que llegan a 1.er lugar en el Billboard Hot Latin Tracks, algo que unas semanas después repitió.

## Listas
| Lista (2006/2007)                | Posición |
| -------------------------------- | -------- |
| Iberoamérica Top 100             | 2        |
| Chile Top 20                     | 4        |
| Colombia Top 100                 | 4        |
| México Top 100                   | 3        |
| Perú Top 100                     | 12       |
| World Latin Top 30 Singles       | 1        |
| U.S. Billboard Hot Latin Tracks  | 1        |
| U.S. Billboard Latin Pop Airplay | 1        |

### Sucesión en las listas
| Predecesor: Ser o parecer de RBD                                              | U.S. Billboard Hot Latin Songs — Sencillo N°. 1 (Primera vuelta) 16 de diciembre de 2006 - 22 de diciembre de 2006 | Sucesor: Tu recuerdo de Ricky Martin con La Mari de Chambao & Tommy Torres |
| Predecesor: Tu recuerdo de Ricky Martin con La Mari de Chambao & Tommy Torres | U.S. Billboard Hot Latin Songs — Sencillo N°. 1 (Segunda vuelta) 13 de enero de 2007 - 2 de febrero de 2007        | Sucesor: Sola de Héctor "El Father"                                        |

| Predecesor: Tu recuerdo de Ricky Martin con La Mari de Chambao & Tommy Torres | U.S. Billboard Latin Pop Airplay — Sencillo N°. 1 16 de diciembre de 2006 - 22 de diciembre de 2006 | Sucesor: Tu recuerdo de Ricky Martin con La Mari de Chambao & Tommy Torres |